# کارلو اسکونامیلیو
کارلو اسکونامیلیو (انگلیسی: Carlo Scognamiglio؛ زادهٔ ۲۷ نوامبر ۱۹۴۴) سیاستمدار، اقتصاددان، سیاستمدار و استاد دانشگاه اهل ایتالیا است.
او از ۱۹۹۴ تا ۱۹۹۶ رئیس سنا ایتالیا و از ۱۹۹۸ تا ۲۰۰۰ وزیر دفاع این کشور بود.